# 田泉保直
田泉 保直（たいずみ やすなお、1888年9月22日 - 1960年10月4日）は、日本の映画カメラマンである。
白瀬矗陸軍中尉によって行われた日本初の南極探検に、M・パテー商会（現在の日活の前身の一社）の撮影技師として派遣され、その記録映画を撮影した。

## 経歴
1888年（明治21年）9月22日、東京府京橋区八官町で生まれる。
1908年（明治41年）、梅屋庄吉のM・パテー商会に入社。
1911年（明治44年）11月、シドニーで待機中の白瀬南極探検隊に合流して、第二次南極探検（1911 - 12年）の記録映画（「日本南極探検」）を撮影する。
南極から帰国後、映画会社4社が合併した日活の創立にも参加したが約半年で退社。
その後、松竹蒲田撮影所などに勤務し、初期の日本劇映画界の撮影技師として活躍した。
戦時中、福島県岩瀬郡浜田村(現、福島県須賀川市)へ疎開をして、同地にて1960年（昭和35年）10月4日死去。

## おもなフィルモグラフィ
- 1912年6月28日 日本南極探検（M・パテー商会）※現存
- 1921年5月27日 温泉の一夜（松竹蒲田）※現存せず
- 1921年6月17日 渦巻く潮（松竹蒲田）※現存せず